# Visitantes florais
Visitantes florais são animais que aterrizam em flores, geralmente em busca de alimento. Ao recolherem recursos das porções reprodutivas das angiospermas, como pólen e néctar, esses animais podem, consequentemente, receber uma transferência passiva de pólen da flor para o corpo. Uma vez que essa transferência é efetiva, o visitante floral é considerado um polinizador. Existem diversos tipos visitantes florais, assim como diversos tipos de visita às flores.

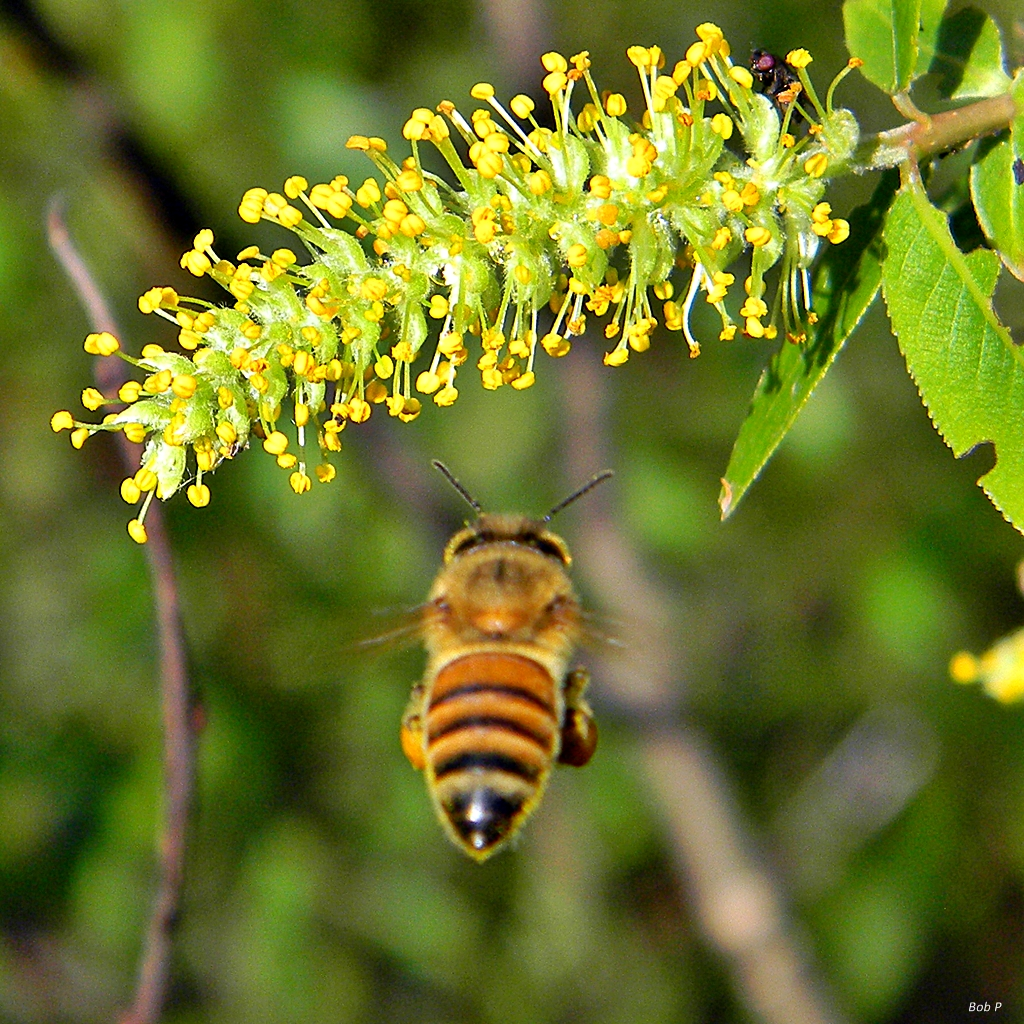
As abelhas (Família Apidae) representam um dos principais e mais conhecidos visitantes florais.

## Contexto
As flores e a sua interação com o meio ambiente são questões muito discutidas desde muito tempo, isso principalmente devido à “magia” da polinização que é responsável pela dissipação da flora atual. Desde antigamente, autores como Konrad Sprengel, Charles Darwin, Alfred Wallace e Gregor Mendel, se dedicaram a estudos ecológicos que incluíram esse viés da polinização, o que contribuiu e muito para a história da ecologia.
Já os visitantes, nesse contexto da história da polinização, são indivíduos mais que essenciais, já que são aqueles que vão tornar o translado de sementes e afins possível. Dessa forma, estudos antigos mostram que tanto os visitantes florais, quanto as próprias flores apresentam relações bastante específicas ou até generalistas, como base em: estudos focados na observação dos mecanismos florais relacionados à reprodução das plantas e à história natural das relações planta polinizador e processos ecológicos e evolutivos subjacentes à polinização.
Estudos envolvendo esse mecanismo são muito interessantes e importantes para o desenrolar da busca de como fauna e flora se interrelacionam. Como dito e exemplificado de forma clara no artigo “Plantas, polinizadores e algumas articulações da biologia da polinização com a teoria ecológica”, corroboram que: a partir de sistemas parasita-hospedeiros, a teoria da coevolução foi difundida por Ehrlich & Raven (1964) baseados em um modelo de evolução química entre plantas e insetos. Estes autores notaram que os compostos secundários produzidos por uma planta determinam o uso desta planta como alimento por borboletas. Dessa forma, a diversidade de plantas e dos compostos secundários produzidos por elas contribuem para a diversificação de borboletas e vice-versa.

## Fidelidade floral
Fidelidade floral é a constância das visitas à flor e entre às flores de mesma espécie. Um visitante floral polinizador deve visitar a mesma espécie de flor possibilitando a transferência do pólen de uma para a outra, garantindo a reprodução sexuada. Os visitantes que não cumprem bem esse papel, seja retornando para o ninho ou atuando como visitante mais frequentes de outras espécies de flores, contribuem negativamente para a reprodução da planta. A freqüência da visita também é um aspecto importante a ser observada, tendo impactos positivos ou negativos. Quando positivos, se caracteriza pelo visitante ser freqüente e ter contato com outras flores em partes que tornam a fecundação possível. Dessa forma, uma freqüência baixa de visitas pode fazer com que o animal não tenha contato com espécies semelhantes. Outro fator que pode prejudicar a polinização através de visitantes florais é o excesso de visitas, ela pode provocar a remoção de todo, ou quase todo, pólen, impossibilitando novas chances de polinizações. Os visitantes florais podem ser observados e classificados quanto a sua eficácia analisando sua freqüência de visita, distância de vôo, tamanho da carga polínica e a deposição de pólen em locais viáveis na planta. Esses aspectos devem ser analisados em conjunto com a anatomia e biologia da flor em questão, pois os casos podem variar de espécies para espécies devido a adaptações específicas planta-polinizador.

## Morfologia e comportamento

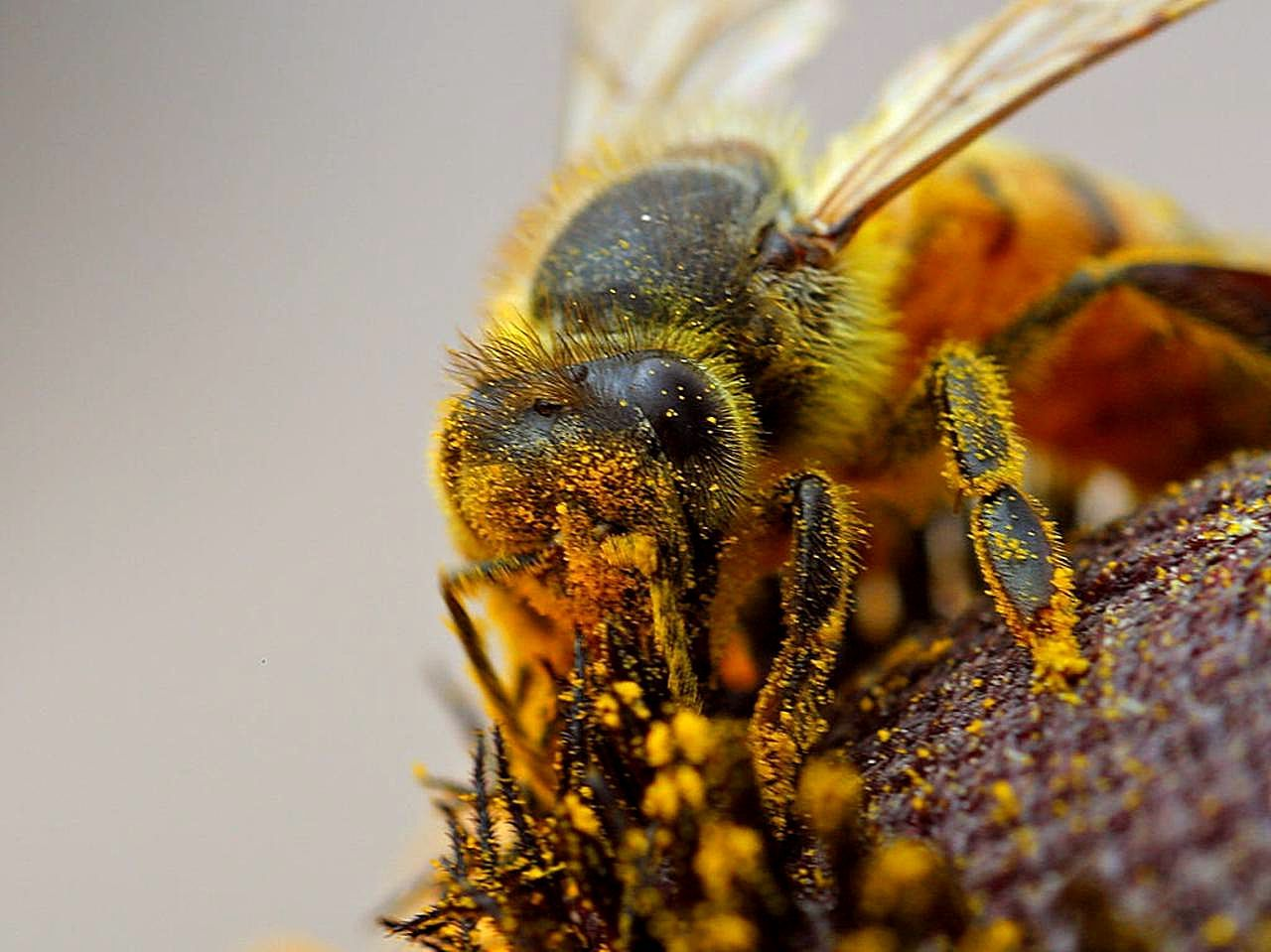
Abelha (Apis melifera) com o corpo coberto por pólen.

A morfologia e comportamento dos visitantes florais são variados e, por isso, existem diversas adaptações florais e também adaptações dos animais visitantes. Os animais visitantes devem ter características corporais compatíveis com a flor que polinizam, como tamanho e formato, pois seu comportamento intrafloral deve ser invasivo à flor apenas ao ponto da coleta de pólen e não a ponto de destruir partes dela. Probócide longas e finas são caracteres comuns e o local de adesão do pólen coletado deve ser em uma parte que irá entrar em contato com a parte reprodutiva feminina da outra flor da próxima visita. Existem tipos de interações muito específicas e altamente especializadas entre visitantes e flores, com adaptações precisas,
miméticas, comportamentais e morfológicas que possibilitam o sucesso reprodutivo floral e até o sucesso no papel ecológico ou reprodutivo do animal.

## Tipos de polinização

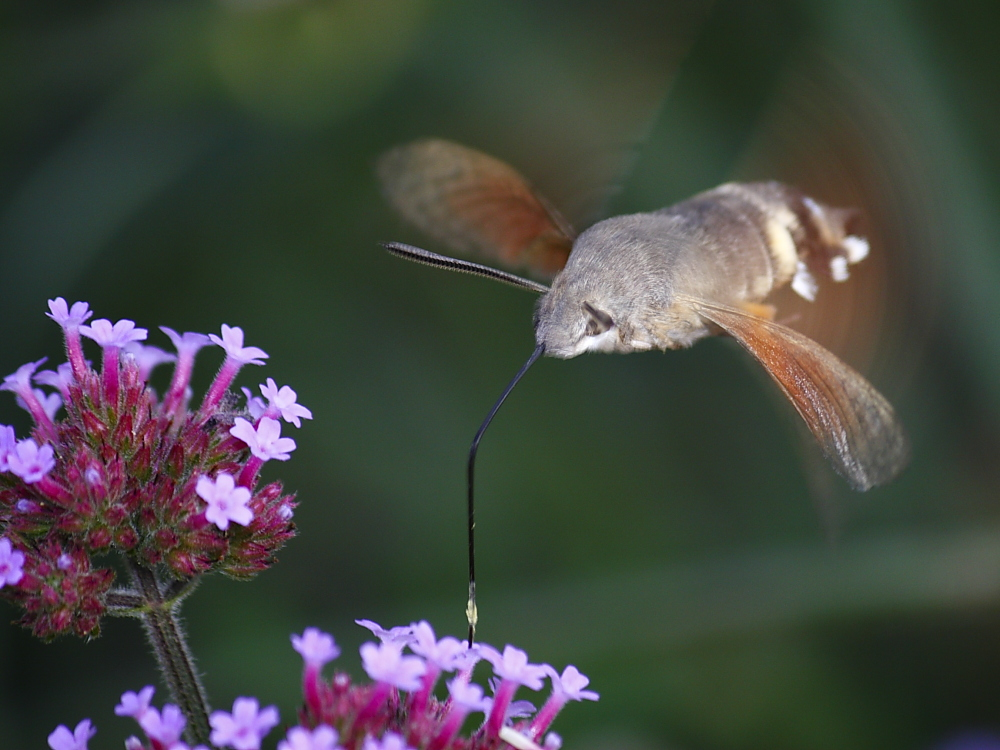
Mariposa-esfinge-colibri (Macroglossum stellatarum) coletando néctar.

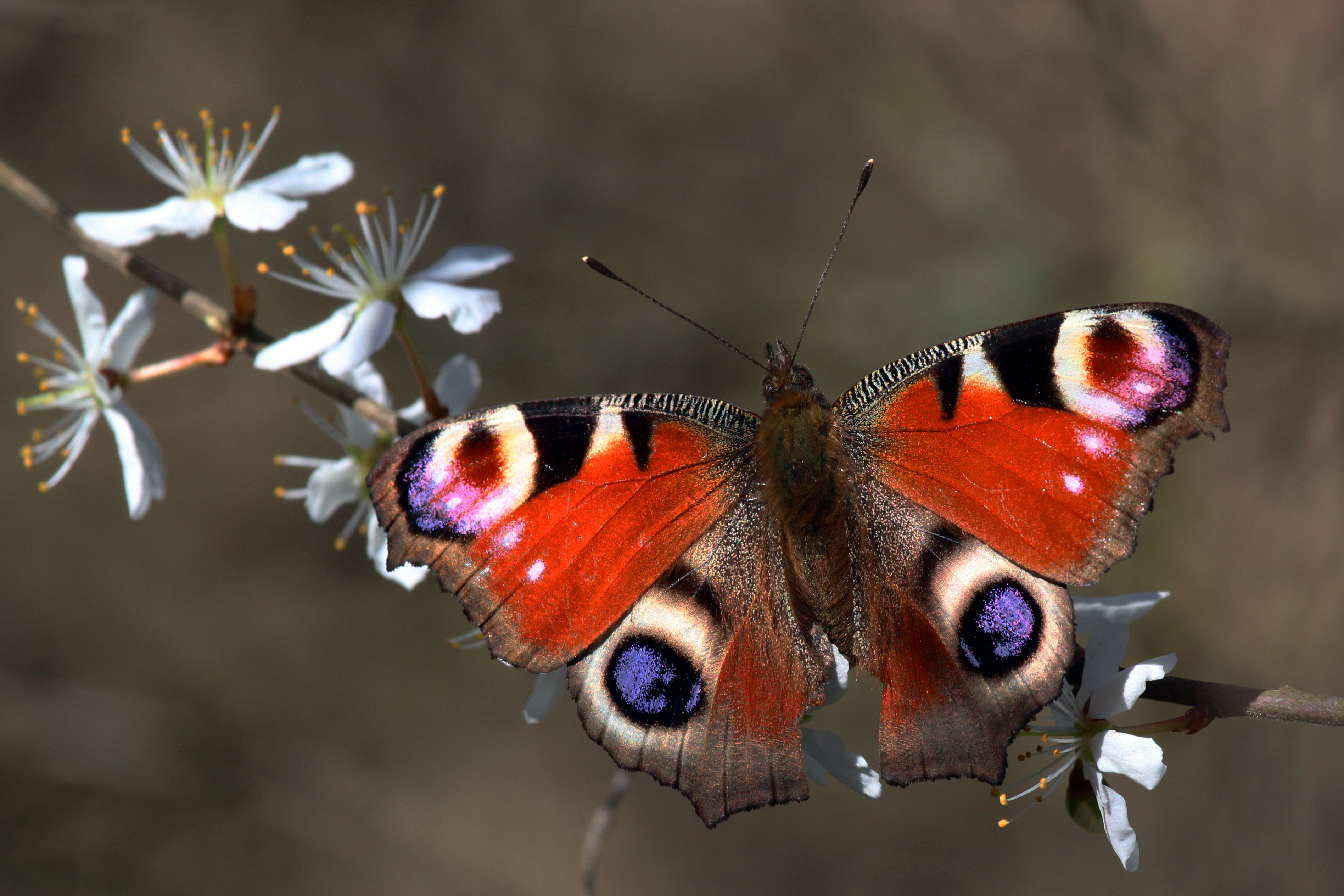
Borboleta pavão (Aglais io) aterrizando em flor de Espinheiro negro (Prunus spinosa) é um exemplo de psicofilia.

Existem diversas formas em que a polinização pode ocorrer, a transferência de pólen pode ser tanto através de fatores bióticos (com auxílio de seres vivos) quanto abiótico (através de fatores ambientais). Os tipos gerais de polinização são os seguintes:
- Anemofilia: através do vento;
- Entomofilia: Termo geral para todos os meios de polinização através de insetos, mas é um termo mais usado para polinização efetuada por abelhas, vespas e moscas;
- Cantarofilia: com auxílio de besouros;
- Psicofilia: efetuada por borboletas;
- Falenofilia: através de mariposas;
- Ornitofilia: polinização feita por aves;
- Hepertofilia: polinização feita por anfíbios e répteis;
- Hidrofilia: através da água;
- Artificial: através do homem;
- Quiropterofilia: polinização feita por morcegos;
- Melitofilia: polinização feita por abelhas, abelhas sem ferrão e vespas;

### Agentes florais polinizadores
Os agentes florais polinizadores podem ser agrupados em duas categorias: insetos e vertebrados.

#### Insetos
A polinização por abelhas é a mais conhecida. Tal conhecimento popular é embasado pelo fato de que esse grupo de Hymenopteras é o mais bem adaptado para visitar flores. Em geral, esses visitantes preferem flores com grande profundidade e de cores vivas, como o amarelo e o azul. As flores visitadas por abelhas usualmente possuem guias de néctar.
Além das abelhas, os Dipteras  também são importantes visitantes polinizadores, principalmente em locais e épocas do ano onde os Hymenopteras são pouco abundantes. Esses insetos tem preferência por flores regulares, simples e rasas, com cores geralmente claras e néctar aberto e de fácil acesso.
Os Coleopteras são um dos grupos mais antigos de insetos, precedentes às [Angiosperma|angiospermas]]. Esse grupo tende a visitar flores com unidades grandes, achatadas, cilíndricas, com forma de sino e muitas vezes fechada. São atraídos principalmente pelo odor forte, negligenciando o aspecto visual.
Os Lepidopteras são visitantes que dispersam pólen principalmente na cabeça ou na probóscide. Os adultos do grupo possuem normalmente aparelho bucal especializado para sugar líquidos, especialmente néctar. Visitam principalmente flores com odor doce, muitas vezes forte.

#### Vertebrados
A polinização também pode ser feita por vertebrados, como aves ou morcegos. A polinização por aves ocorre primariamente no período da manhã, dando preferência a flores de cores vívidas, principalmente o vermelho, com forma tubular ou pendente, néctar abundante e odor ausente. Uma das aves polinizadoras mais conhecidas é o beija-flor, que é uma espécie neotropical, com visitas principalmente pairando e sem nenhuma preferência inata.
Os morcegos, em contraste, realizam polinização noturna, preferindo flores robustas, em formato de sino e em locais expostos facilitando o acesso.
Além dos vertebrados previamente citados, mamíferos não voadores podem promover polinização. Esses animais são atraídos por flores com cores fortes e escuras, que exalam odor semelhante a leveduras ou madeira e possuem néctar concentrado e rico em Sacarose.

### Agentes florais não polinizadores
Às vezes uma mesma planta pode receber um espectro grande de visitantes, como é o caso de espécies cujas flores oferecem muito néctar. Porém, nem todo visitante floral realiza a polinização. Para ser um polinizador efetivo é necessário cumprir alguns requisitos, como: contato com a antera e o estigma, frequência de visita suficiente, fidelidade floral e a realização de uma rota adequada de visitação. 

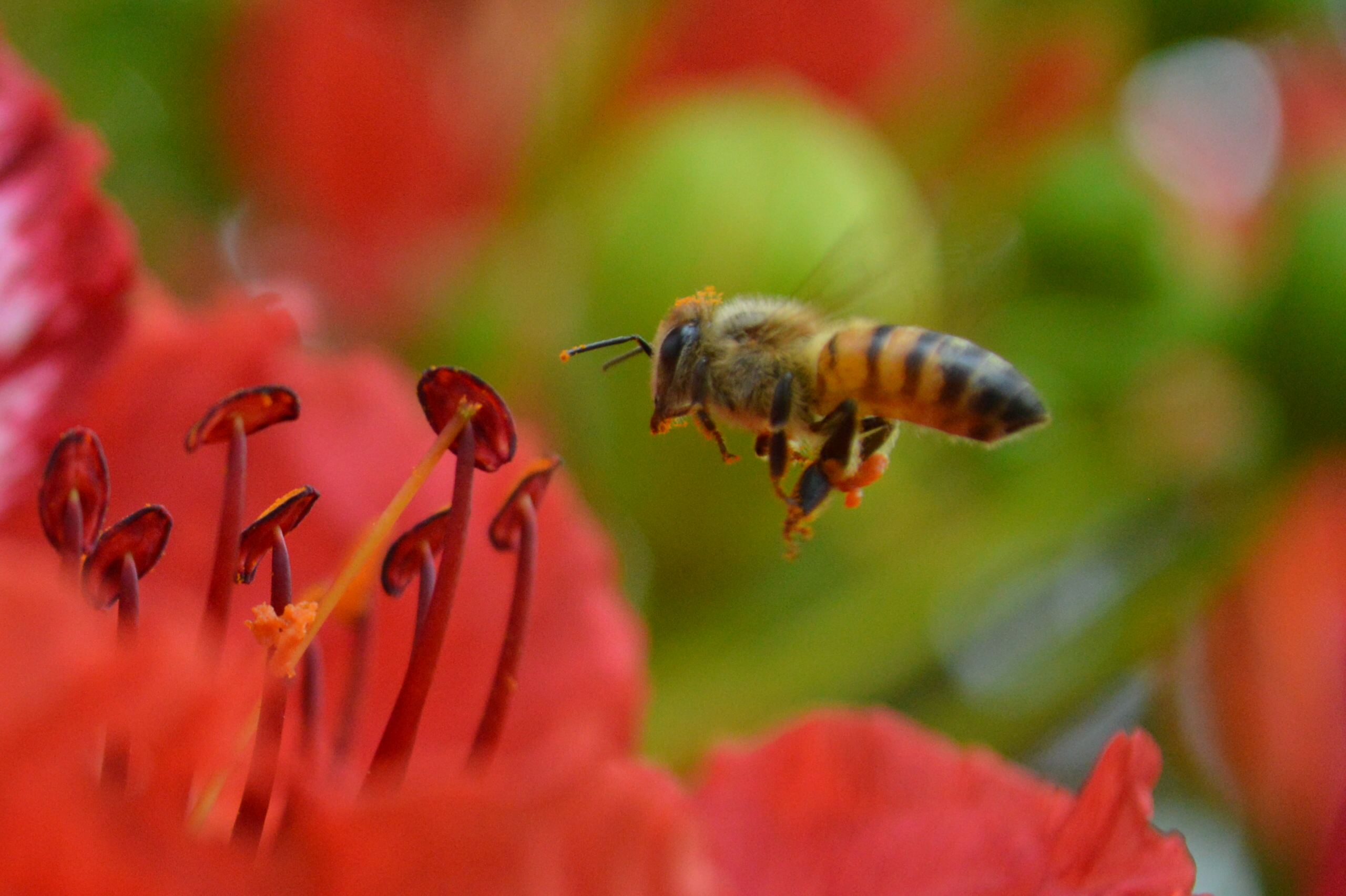
Abelha entrando em contato com a Antera

Os visitantes buscam recursos nas flores e, entre eles, temos aqueles que são esporádicos, frequentes, oportunistas, piladores, generalistas ou especialistas. Mas, para ser um polinizador efetivo, o visitante precisa realizar a transferência do pólen das anteras para o estigma da flor de uma mesma espécie de planta o que não ocorre com os agentes não polinizadores, ou visitantes ilegítimos, eles visitam as flores, coletam recursos e até podem ser frequentes, mas na verdade estão roubando o néctar e/ou pólen sem visitar a flor legitimamente e promover a transferência dos grãos de pólen. Os exemplos mais clássicos são de insetos que perfuram a base da flor (cálice e/ou corola) por fora para roubar o néctar, sendo muito comum em flores de Bignoniaceae (ex. Handroanthus),Apocynaceae (ex. Odontadenia), Malvaceae (ex. Hibiscus) e Passifloraceae (ex. Passiflora). Por outro lado, embora uma espécie possa realizar visitas legítimas e polinizar as flores, nem sempre irá contribuir positivamente para a reprodução da planta. Um visitante muito esporádico dificilmente será um polinizador efetivo, pois para a planta é importante que seu polinizador visite várias flores (principalmente para espécies auto-incompatíveis).

## Recompensas florais

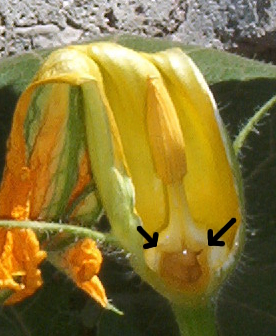
As setas indicam os poros nectaríferos da flor-de-abóbora (Cucurbita maxim).

A principal recompensa floral é alimentícia. Os visitantes podem utilizar o pólen, sugar e comer secreções estigmáticas ou mastigar partes da flor, uma vez que essas estruturas possuem valor nutritivo. O pólen é um dos atrativos mais comuns, e geralmente se encontra exposto e com fácil acesso. O néctar também pode ser um atrativo, sendo composto por diversos açúcares como glicose, sacarose e frutose. A atração por óleos e resinas é menos comum, estando presente em apenas 1% das plantas. Esses óleos podem ser mono ou diglicerídios e podem ser utilizados na construção de ninhos. Além disso, algumas espécies como os machos de abelha Euglossini coletam perfumes florais, que são precursores de feromônios sexuais, essas substâncias podem ser terpenos ou fenilpropanóides. Os visitantes também podem ser levados a flor por recompensas reprodutivas ou por comportamentos de cuidado com a prole. Existem casos em que abrigo e territorialidade são recompensas, porém esse comportamento é extremamente raro.